# Sigma Seven
Sigma Seven Co., Ltd. (株式会社シグマ・セブン, Kabushiki-gaisha Shiguma Sebun) est un cabinet de gestion de talents qui représente un bon nombre de seiyū et d'artistes. Fondée le 3 mars 1988, Sigma Seven est basée au troisième étage de l'édifice Haga à Minato à Tokyo au Japon.

## Seiyūnotables
Femmes
- Misato Fukuen
- Marina Inoue
- Kaori Ishihara
- Eriko Kawasaki
- Yoshiko Matsuo
- Nana Mizuki
- Fumie Mizusawa
- Sumomo Momomori
- Yukana
- Asuka Ōgame
- Asami Seto
- Yuuko Shima
- Reiko Takagi
- Megumi Takamoto
- Naoko Takano
- Sakiko Tamagawa
- Ai Uchikawa
- Mari Yokoo
- Yuri Yoshida

Hommes
- Shin Aomori
- Masaya Hashimoto
- Takuro Kitagawa
- Go Inoue
- Yasunori Matsumoto
- Yuichi Nakamura
- Akio Nojima
- Hirofumi Nojima
- Takashi Saitou
- Hirakazu Shibayama
- Akio Suyama
- Hideki Tasaka
- Norio Wakamoto
- Kazuki Yao
- Hiroki Yasumoto
- Makoto Yasumura
- Hiroyuki Yoshino
- Shozo Iizuka
- Shingo Hiromori